# Commicarpus praetermissus
Commicarpus praetermissus är en underblomsväxtart som beskrevs av N.A.Harriman. Commicarpus praetermissus ingår i släktet Commicarpus, och familjen underblomsväxter. Inga underarter finns listade i Catalogue of Life.